# Comité de Defensa del ENI
El Comité de Defensa del ENI, más tarde el Comité de Defensa y Socorro del ENI, fue un comité establecido por el Congreso Nacional de la India en 1945 para defender a los oficiales del Ejército Nacional Indio que fueron acusados durante los juicios del ENI. Las responsabilidades adicionales del comité también llegaron a ser la coordinación de la información sobre las tropas del ENI mantenidas cautivas, así como la organización de socorro para las tropas después de la guerra. El comité declaró la formación del equipo de defensa del Congreso para el ENI e incluyó a abogados famosos de la época, incluidos Bhulabhai Desai, Asaf Ali, Jawaharlal Nehru. 